# Rejstřík vyloučených osob
Rejstřík vyloučených osob, RVO, plným názvem Rejstřík fyzických osob vyloučených z účasti na hazardních hrách, je neveřejným informačním systémem veřejné správy ČR provozovaným podle zákona o hazardních hrách Ministerstvem financí.
Je součástí takzvaného Informačního systému provozování hazardních her (AISG).

## Účel registru
Rejstřík slouží k zamezení přístupu vyloučených fyzických osob k hazardním hrám. Cílem je ochrana ohrožených skupin osob před negativními následky z hraní hazardu. Chrání se tak nejen samotní hráči, ale také jejich rodiny a nejbližší okolí, které často trpí negativními důsledky s tím spojenými.
Provozovatel hazardní hry je povinen zamezit osobě zapsané v Rejstříku vyloučených osob ve vstupu do herny nebo kasina, neumožnit jí zřídit nebo používat uživatelské konto.

## Datový obsah
Do rejstříku se zapisují tyto údaje:
a) identifikační údaje fyzických osob vyloučených z účasti na hazardních hrách,
b) datum zápisu a
c) důvod zápisu fyzické osoby do rejstříku.

## Informační systém
Technickou specifikaci Rejstříku vyloučených osob uveřejnilo Ministerstvo financí ČR na svých webových stránkách již v roce 2019.
Ministerstvo financí má k dispozici také tzv. Analytický modul informačního systému provozování hazardních her, ve kterém jsou zaevidováni všichni registrovaní hráči. Nejsou ovšem vedeni nejsou pod svým jménem, ale pod identifikátorem, který jednotlivým hráčům přidělí při registraci provozovatel hazardních her.

## Vkládání dat

### Zápis do registru
Zákon o hazardních hrách předvídá možnost zápisu fyzické osoby do Rejstříku vyloučených osob z moci úřední nebo na základě žádosti fyzické osoby. Pro dobrovolný zápis do rejstříku a případné hlášení změn je nutné ověření totožnosti a věku osoby.
Z moci úřední (§ 16a) mohou být zapsány osoby:
- které pobírají dávky pomoci v hmotné nouzi nebo dle zákona o existenčním minimu,
- starší 18 let a společně posuzované podle zákona o pomoci v hmotné nouzi nebo o existenčním minimu,
- osoby v úpadku (insolvenci),
- pokud jim bylo uloženo předběžné opatření zákazu her a sázek,
- které se léčí ze závislosti na hazardních hrách,
- které mají vyživovací povinnost, kterou neplní.

Ministerstvo bohužel dotčeným osobám nezasílá informace o zápisu do Rejstříku fyzických osob vyloučených z účasti na hazardních hrách.

### Zrušení registrace
Je-li osoba do Rejstříku vyloučených osob zapsána na vlastní žádost, může požádat o výmaz z rejstříku vyloučených osob nejdříve jeden rok ode dne provedení zápisu.

## Dostupnost dat
Uživatelem údajů zapisovaných do rejstříku je také provozovatel hazardní hry a orgán Celní správy České republiky.
Pokud chce fyzická osoba ověřit, zda je zapsána v Rejstříku vyloučených osob a z jakých důvodů, může podat Ministerstvu financí žádost o výpis.

## Historie
Začátkem roku 2017 začal platit nový zákon o hazardu a jednou z jeho částí byl i registr osob, které budou vyloučené z hraní hazardu. Již od prosince 2019 se provozovatelé hazardních her připravovali na připojení k registru. Zkušební provoz rejstříku začal v září 2020 a do plného provozu byl rejstřík uveden 20. 12. 2020.